# オレンエア
オレンブルク航空またはJSC オレンエア（ロシア語: Оренбургские авиалинии）はロシア・オレンブルクのオレンブルク中央空港の敷地内に本社を置く航空会社であった。国内旅客便や包括旅行チャーター便を運航し、航空機使用事業や特別便の運航も行っていた。同社の本拠地はオレンブルク中央空港であり、ドモジェドヴォとオルスクにハブを置いていた。

## 歴史

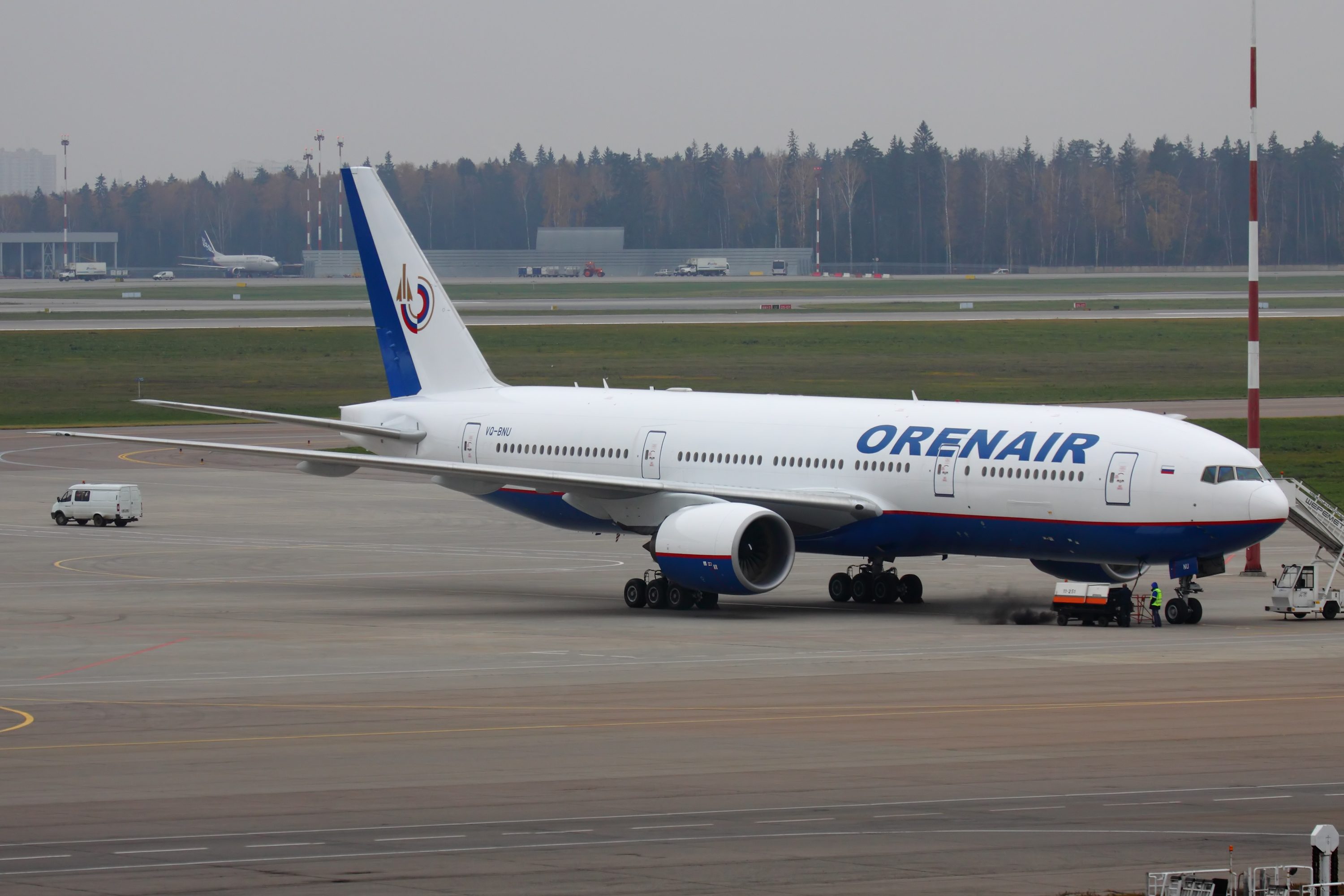
ボーイング777-200ER（シェレメーチエヴォ国際空港にて2011年10月撮影）

同社は1932年に設立されたアエロフロートのオレンブルク部門から誕生した。1992年に現在の社名で運航を開始した。2010年、オレンエアはアエロフロートに買収されたが、その合併の結果として保有機材の近代化プロセスに携わると見られる。
オレンエアは最近、エール・オーストラルが1年間売却しようと努力していたエール・オーストラルのB777-200ER F-ORUNを取得した。
2016年3月27日付けで、ドンアヴィアと共にロシア航空に吸収合併され、オレンエアとしての運航を終了した。

## コードシェア契約
オレンエアは以下のコードシェア契約を締結している。 
- アエロフロート
- S7航空

## 就航都市
オレンブルク航空は以下の都市を発着する定期便を運航している（2012年11月時点）。

### アジア
中華人民共和国
- 杭州市
- 天津市

 イスラエル
- テルアビブ - ベン・グリオン国際空港

 カザフスタン
- アルマトイ - アルマトイ国際空港 季節運航[10]

 タジキスタン
- ドゥシャンベ - ドゥシャンベ空港
- ホジェンド - ホジェンド空港
- クリャーブ - クリャーブ空港[11]

 アラブ首長国連邦
- シャールジャ - シャールジャ国際空港 季節チャーター便[12]

 フィリピン
- セブ - マクタン空港 季節チャーター便[13]

### ヨーロッパ
ドイツ
- デュッセルドルフ - デュッセルドルフ空港
- ミュンヘン - ミュンヘン国際空港
- ハノーファー - ハノーファー空港

 ギリシャ
- アテネ - アテネ国際空港 季節チャーター便
- コルフ - コルフ国際空港
- カヴァラ - カヴァラ国際空港 季節チャーター便

 チェコ
- パルドゥビツェ - 定期チャーター便
- プラハ - ヴァーツラフ・ハヴェル・プラハ国際空港 季節チャーター便[14]

 ロシア
- アナパ - ヴィチャゼヴォ空港
- バルナウル - ゲルマン・チトフ・バルナウル国際空港
- チェリャビンスク - チェリャビンスク空港
- イルクーツク - イルクーツク国際空港（アエロフロートのために運航）
- クラスノダール - パシュコフスキー空港
- ミネラーリヌィエ・ヴォードィ - ミネラーリヌィエ・ヴォードィ空港
- モスクワ
  - ドモジェドヴォ国際空港
  - シェレメーチエヴォ国際空港
- ニジネヴァルトフスク - ニジネヴァルトフスク国際空港
- ノヴォクズネツク - スピチェンコヴォ空港
- ノヴォシビルスク - トルマチョーヴォ空港
- オムスク - オムスク中央空港
- オレンブルク - オレンブルク中央空港 ハブ
- オルスク - オルスク空港
- ペルミ - ボリショイ・サヴィノ空港
- サマーラ - クルモチ国際空港
- シンフェロポリ - シンフェローポリ国際空港
- ソチ - ソチ＝アドレル国際空港 焦点都市
- サンクトペテルブルク - プルコヴォ国際空港
- ウファ - ウファ国際空港
- クルスク-クルスク東空港

 ウクライナ
- キエフ - ボルィースピリ国際空港

### 北アメリカ
メキシコ
- カンクン - カンクン国際空港

同社はカザン、クラスノダール、ニジニ・ノヴゴロド、ノヴォシビルスク、オムスク、ロストフ・ナ・ドヌ、サマーラ、シャルム・エル・シェイク、ウファ、ヴォルゴグラード、ゴア、ポプラトなどを発着するチャーター便も運航している。

## 保有機材

### 固定翼機
オレンエアの保有機材は以下の通りである（2015年1月時点）。

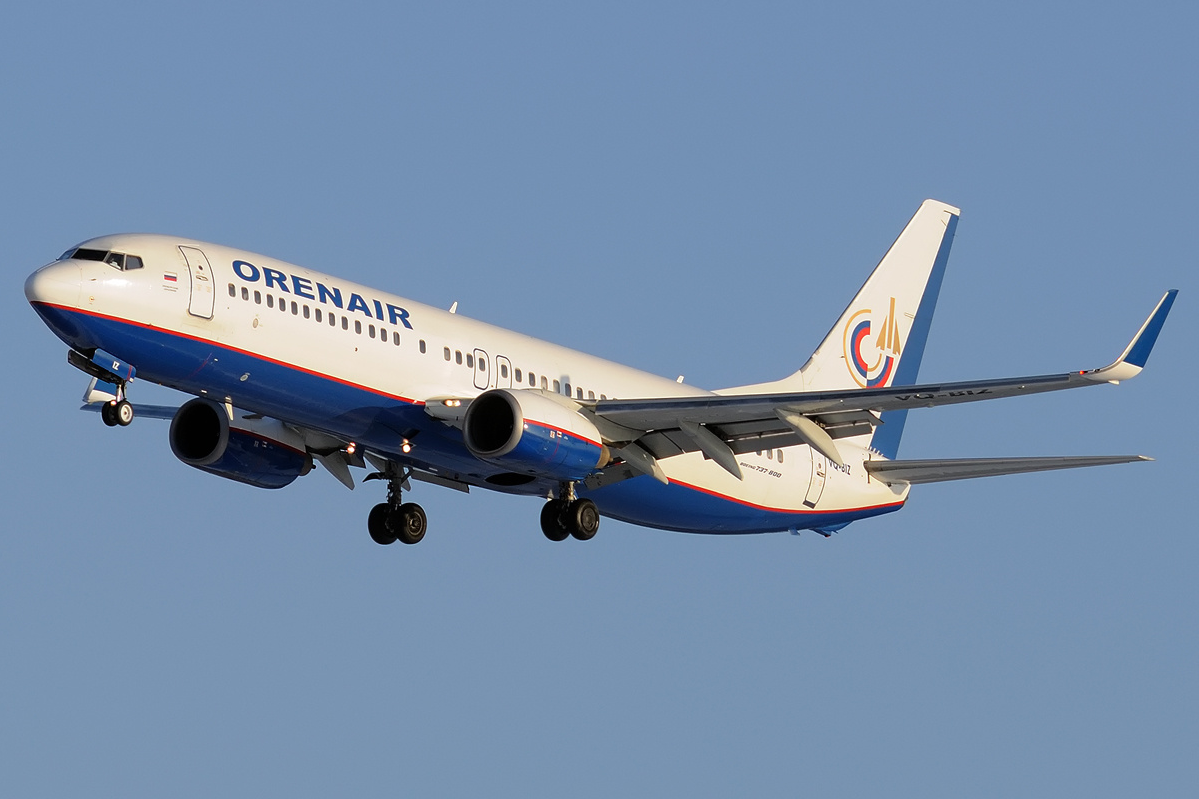
シェレメーチエヴォ国際空港へのショートファイナルにいるオレンエアのボーイング737-800（2014年撮影）

2012年12月時点で、西側製のオレンエアの保有機材の平均使用年数は13.5年であった。

### 過去の運航機材
2006年8月時点で、同社は以下の機材も運航していた。
- Yak-40 1機
- Tu-134 8機
- Tu-154B 4機
- Tu-154M 1機
- ボーイング737-500 2機[22]